# Новий Ургаш
Новий Урга́ш (рос. Новый Ургаш, марій. У Ургаш) — присілок у складі Совєтського району Марій Ел, Росія. Входить до складу Вятського сільського поселення.
Стара назва — Новий Ургакш.

## Населення
Населення — 12 осіб (2010; 5 у 2002).
Національний склад (станом на 2002 рік):
- марі — 100 %